# Вали Экспорт
Вали Экспорт (часто пишется как «VALIE EXPORT»; урождённая Вальтрауд Ленер, позже Вальтрауд Хёллингер; нем. Waltraud Höllinger (Lehner); род. 17 мая 1940, Линц) — австрийская художница. Её работы включают видеоинсталляции, «телесные исполнения» (боди-арт), фильмы, компьютерную анимацию, фотографию, скульптуру и публикации, охватывающие многие сферы современного искусства.

## Биография
До 14 лет Вальтрауд Ленер училась в школе при монастыре, после чего поступила в Национальную школу текстильной промышленности в Вене, где изучала живопись, рисунок и дизайн. Ленер также недолго работала в киноиндустрии в качестве сценаристки и редактора.
В 1967 году Ленер взяла творческий псевдоним «VALIE EXPORT» — написание заглавными буквами (в стиле логотипа), было навеяно популярным брендом сигарет. Сама она позже утверждала, что «не хотела более носить ни имя отца, ни имя бывшего мужа». С новым именем Вали Экспорт появилась на венской арт-сцене, где в те годы доминировали акционисты Герман Нич, Гюнтер Брус, Отто Мюль, Рудольф Шварцкоглер и другие. Движение акционистов, по словам самой Вальтрауд Ленер, заметно повлияло на её творчество.
С 1995/1996 года Вали Экспорт занимала должность профессора по мультимедиа перформансу в Академии медиаискусств в Кёльне (KHM).

### Работы и критика
В 1970-е годы феминистское движение в Австрии сталкивалось с тем фактом, что все ещё было живо поколение австрийцев, чьё отношение к женщине основывалось на рудиментах нацистской идеологии. Причём сама Вальтрауд Хёллингер, до её политического и художественного «перерождения», была «классической женой и матерью».
Первые перформансы Вали Экспорт (часто в соавторстве с Петером Вайбелем) сделали её знаменитой и позже стали классикой феминистского искусства. Первым их перформансом стал «Tapp- und Tast-Kino» (англ. «Tap and Touch Cinema», буквально «Вставляй и щупай кино») 1968 года. В дни проведения кинофестиваля пара вышла на людную улицу. В руках у Петера Вайбеля был мегафон, через который он призывал прохожих подходить и вставлять руки в коробку. Коробка-куб из пенопласта была надета на верхнюю часть туловища Вали Экспорт, сбоку и сверху были прорезаны отверстия для рук и головы художницы. По объёму коробка сильно выдавалась вперёд, фронтальной стенки у неё не было, вместо неё висел занавес. Горожанам и горожанкам предлагалось подойти к художнице и, глядя ей в глаза, протянуть руки сквозь шторки и прикоснуться или даже ощупать обнажённую (если не считать коробки) грудь художницы. Коробка обозначала здание кинотеатра, а весь перформанс целиком являлся критикой объективации женщин на большом экране и на телевидении.
В 1968—1971 годах перформанс «Tapp- und Tast-Kino» был показан в десяти европейских городах, СМИ бурно реагировали на феминистскую акцию — причём одна из газет даже сравнила австрийскую художницу с ведьмой.
Некоторые из её других работ, в том числе «Невидимые враги», «Синтагма» и «Корперсплиттер», показывают тело художника в связи с историческими зданиями — не только физически, но и символически. Анализ исторического изменения «гендерных пространств» и стереотипных ролей является частью феминистского и политического подхода Вали Экспорт к искусству. Фильмы показывали убеждения их автора в том, что женское тело на протяжении всей истории «манипулировалось» мужчинами посредством искусства и литературы: в интервью журналу «Interview» Экспорт, обсуждая свой фильм «Синтагма», говорила: «Женское тело всегда было конструктором».
В 1973 году вышел короткометражный фильм «Отдалённый, удалённый», в котором Вали Экспор наносила себе ножом увечья, пытаясь тем самым показать ущерб, наносимый женскому телу попыткой следовать принятым (традиционным) стандартам женской красоты. Аналогичные цели преследовали и другие её работы — в частности фотография «Body Sign Action» (1970) и перформанс «Генитальная паника» («Aktionshose: Genitalpanik», 1968).
В 1977 году вышел первый художественный фильм Вали Экспорт и Петера Вайбеля «Unsichtbare Gegner». Другой её фильм — «Практика любви» (1985) — был показан на 35-м Берлинском международном кинофестивале.

## Награды
- 1990: Премия города Виза в области изобразительного искусства
- 1992: Австрийская премия за видео- и медиа-арт
- 1995: Приз скульптуры в Фонде Дженерали
- 1997: Приз Габриеле Мюнтер
- 2000: Премия имени Оскара Кокошки
- 2000: Премия Альфреда Кубина «Культура больших цен Верхней Австрии»
- 2003: Золотая медаль за услуги перед городом Вена
- 2005: Австрийское награда в области науки и искусства
- 2009: Звание почетного доктора Университета искусств и промышленного дизайна города Линц
- 2010: Большая золотая награда за заслуги перед Австрийской Республикой

## Избранные выставки
- 1973: Австрийская выставка в Институте современного искусства — Лондон, Великобритания
- 1977: Körpersplitter, Галерея у собора Святого Стефана — Вена, Австрия (индивидуальная)
- 1980: Корперконфигурация 1972—1976. Галерея Кринцингер — Инсбрук, Австрия
- 1990: Glaserne Papiere. Фонд EA Generali — Вена, Австрия
- 1997: Split Reality: ВАЛИ ЭКСПОРТ — Вена
- 2000: Galerie im Taxispalais — Инсбрук, Австрия (индивидуальная)
- 2004: ВАЛИ ЭКСПОРТ. Центр искусств Камдена — Лондон
- 2007: ВАЛИ ЭКСПОРТ. Центр Жоржа Помпиду — Париж
- 2010: Zeit und Gegenzeit. Österreichische Galerie Belvedere — Вена и Больцано, Италия
- 2012: ВАЛИ ЭКСПОРТ Архив. Кунстхаус Брегенц — Брегенц
- 2013: XL: 19 новых приобретений в области фотографии, Нью-Йоркский музей современного искусства — Нью-Йорк, США